# إنريكي دي تراستامارا (أمير أراغون)
إنريكي دي تراستامارا (بالإسبانية: Enrique de Trastámara (infante de Aragón)) نبيل إسباني وأمير أراغون ودوق البورقويرقي ودوق بليانة. وُلد في مدينة دل كامبو في قشتالة عام 1400 ووالديه هما فرديناند الأول ملك أراغون وإليانور من ألبوركويركي، وتُوفي في قلعة أيوب في 15 يونيو عام 1445، جراء إصابته في معركة أولميدو الأولى.